# فرودگاه سو لوک‌اوت
فرودگاه سو لوک‌اوت (به انگلیسی: Sioux Lookout Airport) یک فرودگاه همگانی باربری با کد یاتا YXL است که یک باند فرود آسفالت دارد و طول باند آن ۱۶۱۵ متر است. این فرودگاه در کشور کانادا قرار دارد و در ارتفاع ۳۸۳ متری از سطح دریا واقع شده است.

## شرکت‌های هواپیمایی و مقصدهای پروازی
| شرکت‌های هواپیمایی   | مقصدهای پروازی                                                           |
| ------------------- | ------------------------------------------------------------------------ |
| بیرسکین ایرلاینز    | منطقه‌ای درایدن، کنورا، رد لیک، تاندر بی، وینیپگ جیمز آرمسترانگ ریچاردسون |
| واسایا ایرویز       | رد لیک، تاندر بی، وینیپگ جیمز آرمسترانگ ریچاردسون                        |
| Perimeter Aviation  | پیکانگیکوم، دریاچه سندی، وینیپگ جیمز آرمسترانگ ریچاردسون                 |
| Slate Falls Airways | کت لیک، اسلیت فالز                                                       |